# 刘蒙
刘蒙（1942年—），男，祖籍四川开县，生于南京，中华人民共和国军事人物，中国人民解放军空军少将，曾任中央军委科学技术委员会顾问。

## 家庭
父亲刘伯承，母亲汪荣华。